# Rodolfo Filipe
Rodolfo Filipe António Ricardo (Torres Vedras, 20 de junio de 1982) es un futbolista que forma parte del CD Badajoz de la Tercera División de España. Se formó en las categorías inferiores del SC Lourinhanense. Juega como defensa.

## Clubes
- 2001-03 SC Lourinhanense
- 2003-05 FC Alverca
- 2005-06 FC Barreirense
- 2006 RB Linense
- 2007-08 CD Díter Zafra
- 2008-10 AD Cerro de Reyes
- 2010-14 Extremadura UD
- 2014- CD Badajoz